# Льюїстон-Вудвілл (Північна Кароліна)
Льюїстон-Вудвілл (англ. Lewiston Woodville) — місто (англ. town) в США, в окрузі Берті штату Північна Кароліна. Населення — 426 осіб (2020).

## Географія
Льюїстон-Вудвілл розташований за координатами 36°6′54″ пн. ш. 77°10′46″ зх. д. / 36.11500° пн. ш. 77.17944° зх. д. (36.114883, -77.179548).  За даними Бюро перепису населення США в 2010 році місто мало площу 5,10 км², з яких 5,07 км² — суходіл та 0,03 км² — водойми.

## Демографія
Згідно з переписом 2010 року, у місті мешкало 549 осіб у 220 домогосподарствах у складі 137 родин. Густота населення становила 108 осіб/км².  Було 262 помешкання (51/км²).
Расовий склад населення:
| - 81,6 % — чорних або афроамериканців - 14,0 % — білих - 1,3 % — азіатів - 1,1 % — вихідців з тихоокеанських островів - 0,5 % — корінних американців - 1,1 % — осіб інших рас |

До двох чи більше рас належало 0,4 %. Частка іспаномовних становила 2,0 % від усіх жителів.
За віковим діапазоном населення розподілялося таким чином: 29,7 % — особи молодші 18 років, 59,0 % — особи у віці 18—64 років, 11,3 % — особи у віці 65 років та старші. Медіана віку мешканця становила 36,9 року. На 100 осіб жіночої статі у місті припадало 80,6 чоловіків;  на 100 жінок у віці від 18 років та старших — 73,1 чоловіків також старших 18 років.
Середній дохід на одне домашнє господарство  становив 56 396 доларів США (медіана — 42 639), а середній дохід на одну сім'ю — 63 051 долар (медіана — 51 667). За межею бідності перебувало 23,4 % осіб, у тому числі 35,9 % дітей у віці до 18 років та 3,9 % осіб у віці 65 років та старших.
Цивільне працевлаштоване населення становило 386 осіб. Основні галузі зайнятості: виробництво — 27,2 %, освіта, охорона здоров'я та соціальна допомога — 25,1 %, сільське господарство, лісництво, риболовля — 13,5 %, роздрібна торгівля — 13,2 %.